# Caladenia latifolia
Caladenia latifolia é uma espécie de orquídea, família Orchidaceae, que existe no sudoeste e sudeste da Austrália, e na Tasmânia, onde cresce em bosques e florestas claras. São plantas que formam colônias com uma única folha basal pubescente de mede cerca de quinze centímetros de comprimento e uma inflorescência rija, fina e pubescente, com uma ou poucas flores e vistosas de cor rosa, raro brancas. Sua floração costuma ser estimulada por incêndios florestais de verão.

## Publicação e sinônimos
- Caladenia latifolia R.Br., Prodr. Fl. Nov. Holl.: 324 (1810).

Sinônimos homotípicos:
- Caladeniastrum latifolium (R.Br.) Szlach., Ann. Bot. Fenn. 40: 144 (2003).

Sinônimos heterotípicos:
- Caladenia elongata Lindl., Sketch Veg. Swan R.: 52 (1839).
- Caladenia mollis Lindl., Sketch Veg. Swan R.: 51 (1839).
- Caladenia latifolia var. alba Guilf., Austral. Pl. Parks: 89 (1911).